# Explosion bei Fahlberg-List

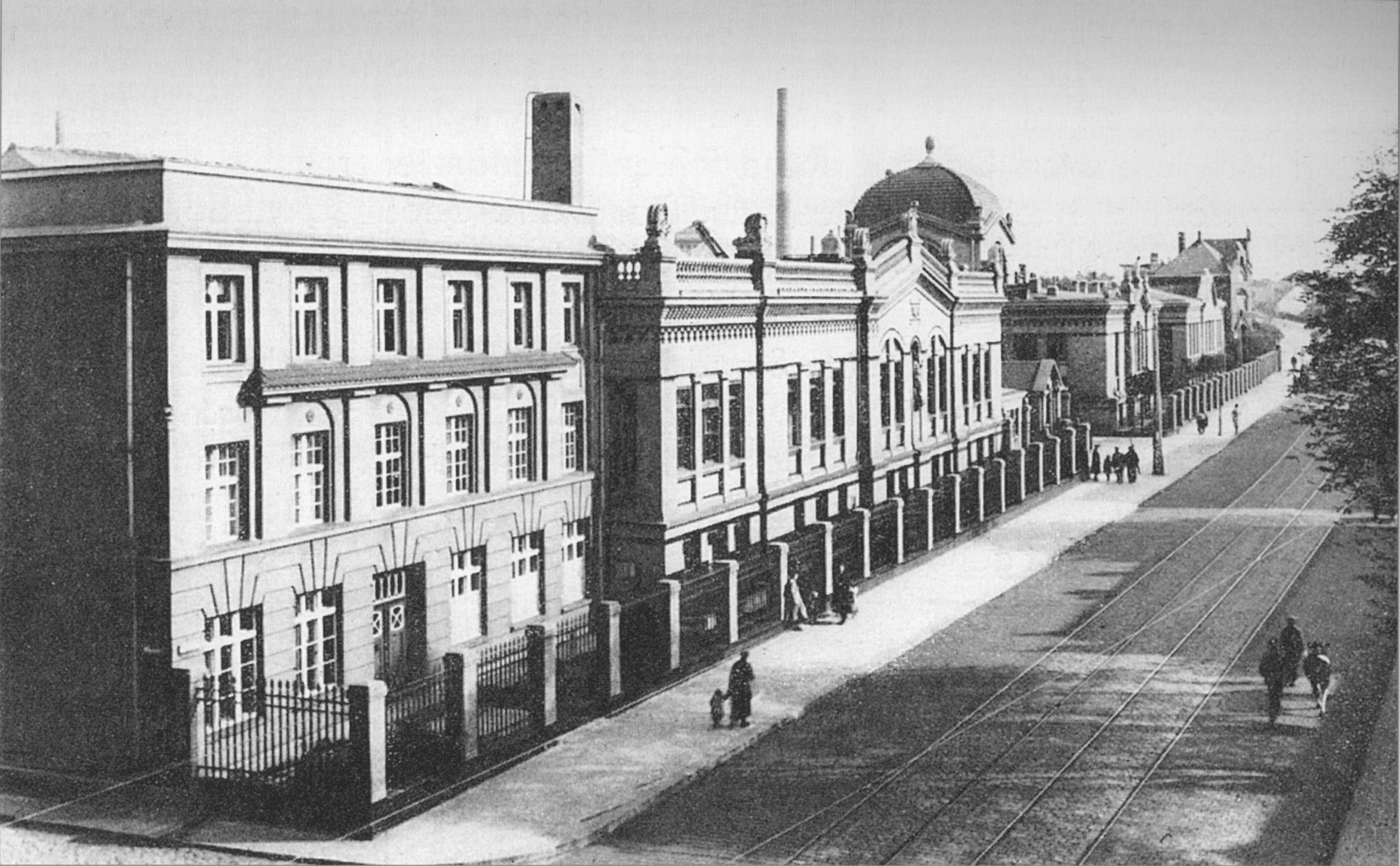
Fahlberg-List, um 1900

Die Explosion bei Fahlberg-List war ein Explosionsunglück im Jahr 1931 im Magdeburger Chemiewerk Fahlberg-List. Sie forderte zehn Menschenleben.

## Unfallhergang
Die Explosion ereignete sich am Dienstag, den 28. April 1931, etwas vor 11 Uhr in dem in den Stadtteilen Salbke und Westerhüsen gelegenen Werk. Ort der Explosion war eine Abfüllanlage für Hora-Rattengift im Erdgeschoss eines Fabrikgebäudes. Dort wurden Nebelpatronen hergestellt. Vermutet wird, dass während der Arbeiten Kalisalpeter beim Einfüllen in eine Mischtrommel daneben in ein Schutznetz gefallen ist und sodann noch roter Phosphor dazu kam. Es wird angenommen, dass der 38-jährige Arbeiter Wilhelm Artelt dann die gefährliche Mischung versehentlich beim Aufschlagen von Büchsen auf das Netz entzündete. Daraufhin dürfte zunächst die Mischtrommel, in der Folge dann zwei daneben stehende mit Hora-Rattenpulver beladene Kastenwagen explodiert sein. Das Gebäude stand sofort in Flammen. Eine Seitenwand wurde nach außen gedrückt. Schwerverletzte stürzten brennend aus dem Gebäude und verursachten eine Panik unter hinzukommenden Mitarbeiterinnen.
Arlt und sieben junge Arbeiterinnen starben sofort. Die Leichen waren bis hin zur Unkenntlichkeit verkohlt, wobei die Arme schützend vor das Gesicht gehalten wurden. Die Kleidung war fast vollständig verbrannt. Zwei weitere Frauen wurden so schwer verletzt, dass sie kurze Zeit danach ihren Verletzungen erlagen. Eine Arbeiterin erlitt schwere Verletzungen, ein Meister und zwei Arbeiterinnen leichtere Verletzungen. Drei, nach anderen Angaben zwei, andere Arbeiterinnen waren zufällig gerade nicht an ihrem Arbeitsplatz.
Die Feuerwehr wurde um 10:54 Uhr von einem Feuermelder aus informiert und rückte mit mehreren Löschzügen und fünf Krankenwagen an. Neben dem zuständigen Löschzug Buckau, rückte auch der Löschzug Sudenburg sowie ein Teil des Löschzuges der Hauptfeuerwache an. Außerdem war die Werkfeuerwehr im Einsatz. Der Feuerwehreinsatz der städtischen Feuerwehr wurde um 14:18 Uhr abgeschlossen. Das zeitweise drohende Übergreifen des Feuers auf andere Gebäude konnte verhindert werden. Die Polizei erschien unter Leitung des Polizeipräsidenten Horst W. Baerensprung. Auch Gewerbeamt und Staatsanwaltschaft erschienen vor Ort. Die Verletzten wurden in das Krankenhaus Sudenburg eingeliefert. Die Maschinen und Anlagen des betroffenen Gebäudes wurden vollständig zerstört. Die übrigen Bereiche des Werks waren nicht betroffen. Auf der Straße vor dem Werk hatte sich eine große Menschenansammlung gebildet.

## Trauerfeier und Beisetzung
Die Opfer waren:
Wilhelm Arlt, Zur Siedlung Reform 8

Hildegard Gericke, Jenaer Straße 22

Ida Riedel, Arnold-Knoblauch-Straße 9

Helene Rost, Anstaltstraße 19

Agnes Rusche, Wolfswerder 7

Anna Schmidt, Arnold-Knoblauch-Straße 19

Frieda Schönwald, Alt Westerhüsen 163

Hedwig Schütt, Am Hünenkeller 1

Franziska Steinrücken, Repkowstraße

Käthe Völker, Bülowstraße 17

Acht der Opfer wurden auf dem Friedhof Salbke beigesetzt. Je eine Beisetzung erfolgte auf dem Friedhof Westerhüsen (Ida Riedel) und dem Friedhof Buckau (Agnes Rusche).
Es fanden am 2. Mai 1931 Trauergottesdienste in der evangelischen Sankt-Gertrauden- und der katholischen St.-Johannes-Baptist-Kirche in Salbke statt. Den evangelischen Gottesdienst hielt Pfarrer Adolf Strewe. Die evangelischen Pfarrer der benachbarten Gemeinden aus Westerhüsen und Fermersleben, wohl Albert Hosenthien und Otto Siebert, sprachen der Gemeinde dort ihr Beileid aus. Den katholischen Gottesdienst hielt Pastor Latta. An seinen Äußerungen wurde seitens der sozialdemokratischen Presse Kritik geübt, da er Vorwürfe an freigeistig gesinnter Religionseinstellung geäußert haben soll.
Nach den Gottesdiensten zog ein langer Trauerzug zum Salbker Friedhof. Dort sprachen zunächst die Geistlichen, dann für Fahlberg-List der Direktor Rasmussen sowie der Betriebsrat Schalk. In Vertretung für den Oberpräsidenten sprach Oberregierungsrat Rintelen, seitens der Stadt Magdeburg Stadtrat Klewitz.
Auf dem Friedhof Salbke wurde eine von Fahlberg-List finanzierte Gemeinschaftsgrabanlage errichtet. Sie umfasste etwa 30 m² und war von einer kleinen Hecke umgeben. Die Gräber waren jeweils mit einem Stein aus dunkelgrauen Granit versehen, auf dem sich in goldener Schrift die Namen und Daten befanden. In den 1990er Jahren wurde diese Grabanlage jedoch eingeebnet.

## Aufarbeitung
Neben Polizei und Staatsanwaltschaft ermittelten auch das Gewerbeamt und Mitarbeiter des preußischen Innenministeriums sowie des Ministeriums für Handel und Gewerbe. Außerdem war die Chemisch-Technische Reichsanstalt befasst.
Zur Ursache des Unglücks wurde vermutet, dass der zur Erhöhung der Wirksamkeit des Rattengifts erfolgte Zusatz von unter anderem 2 % rotem Phosphor mit zur Katastrophe beigetragen hätten. Der rote Phosphor war erst seit einigen Tagen versuchsweise eingesetzt worden. In der Öffentlichkeit wurde auch Kritik daran geäußert, dass das Fabrikationsgebäude in massiver Bauweise errichtet worden war und nicht den Vorgaben für Arbeitsstätten mit Explosionsgefahr entsprach.
Am 1. Juni 1931 beschäftigte sich der Hauptausschuss des Preußischen Landtags mit dem Unglück. Berichterstatter war der Abgeordnete Ernst Wittmaack (SPD). Er kritisierte ein Versagen der Gewerbeaufsicht. So würde im Betrieb auch weiterhin Phosgen gelagert. Darüber hinaus bestünde über Leistungsprämien ein für solch einen Betrieb gefährliches „Antreibersystem“. Außerdem wurden Immissionen und Umweltschäden in der Umgebung des Werks beklagt. Die Betriebsführung habe die leichte Entzündbarkeit des Phosphors nicht ausreichend berücksichtigt. Weiterhin wurde die Vergitterung der Fenster und ein zugenagelter Notausgang kritisiert. In der Stellungnahme der Regierung bestritt ein Vertreter des Handelsministeriums ein behördliches Versagen. Die Produktion der Hora-Patronen sei der Behörde nicht bekannt gewesen. Die verschlossene Tür habe nur zu einem benachbarten Raum geführt. Tatsächlich wären die Fenster vergittert gewesen, wobei dies auf den Unglückshergang keine Auswirkung gehabt habe. Aufgrund der schnellen Explosion hätte ohnehin keine Gelegenheit zur Flucht durch die Fenster bestanden.
Der Abgeordnete Walter Kaßner (KPD) forderte in die Untersuchungen eine durch die Belegschaft zu wählende Kommission einzubeziehen. Ein entsprechender Antrag wurde jedoch abgelehnt. Kaßner beklagte, dass einem proletarischen Untersuchungsausschuss Schwierigkeiten gemacht worden wären.
Letztlich stimmte der Ausschuss für einen Antrag Wittmaacks, in dem eine strenge Untersuchung, eine zukünftig strenge Kontrolle des Unternehmens und ein Bericht an den Landtag gefordert wurde. Am 12. Juni 1931 folgte das Landtagsplenum dem Antrag. In der sozialdemokratischen Presse wurde den Kommunisten eine Mitschuld am Unglück gegeben. Sie hätten durch einen sinnlosen Streik vor einiger Zeit die Widerstandsfähigkeit der Arbeiter des Werks letztlich so geschwächt, dass der Kampf gegen Missstände erschwert würde. Kaßner (KPD) warf der SPD im Landtag hingegen vor, kein Interesse an den Opfern und Hinterbliebenen zu haben.
Am 12. Oktober 1931 stellte Ministerialrat Wasmuth den Untersuchungsbericht vom 5. Oktober 1931 im Hauptausschuss vor. Als ursächlich für das Unglück wurde die erst seit einigen Tagen praktizierte Beimischung des roten Phosphors festgestellt. Die Gewerbeinspektion hätte von dieser Änderung keine Kenntnis gehabt. Strafrechtliche Verfehlungen wurden nicht ermittelt, so dass die Staatsanwaltschaft ihre Ermittlungen gegen die Betriebsleiter einstellte. Die zunächst bestehende Absicht die Produktion der Patronen wieder aufzunehmen, wurde fallen gelassen. Es erfolgte eine Verlagerung in eine Fabrik mit geeigneteren Sicherheitsvorkehrungen. Die Sacharinfabrik hatte für die Begräbniskosten und als Zuwendung an Hinterbliebene 24.000 Mark gezahlt. Es wurde auch für die Zukunft Unterstützung zugesagt. Der Ausschuss beschloss einen Antrag das Staatsministerium zu bitten, das Unternehmen zu einer ausreichenden Unterstützung zu verpflichten. Die Feststellung der Bedürftigkeit sollte dem Wohlfahrtsamt der Stadt Magdeburg obliegen. Die KPD beantragte erneut eine Untersuchung durch eine Belegschaftskommission. Der Antrag wurde jedoch nicht zugelassen, da er wörtlich mit dem ursprünglich bereits abgelehnten Antrag übereinstimmte. Ein KPD-Antrag auf staatliche Unterstützungsmittel in Höhe von 10.000 Mark wurde abgelehnt. Der Ausschussantrag wurde später im Landtag beschlossen.